# Kontrofensywa Frontu Wschodniego Armii Czerwonej (1919)
Kontrofensywa Frontu Wschodniego – działania wojenne Frontu Wschodniego Armii Czerwonej przeciwko Frontowi Zachodniemu białej Armii Rosyjskiej prowadzone od kwietnia do czerwca 1919. Były odpowiedzią na ofensywę wiosenną Armii Rosyjskiej przeprowadzoną w marcu i kwietniu. W rezultacie kontrofensywy biali stracili zdobycze terytorialne uzyskane w poprzednich miesiącach i zostali odrzuceni na Ural.

## Tło wydarzeń
W marcu 1919 r. biała Armia Rosyjska adm. Aleksandra Kołczaka rozpoczęła szeroko zakrojoną ofensywę przeciwko armiom wchodzącym w skład Frontu Wschodniego Armii Czerwonej. Dzięki przewadze liczebnej i wyczerpaniu przeciwnika odniosła serię szybkich sukcesów. W połowie kwietnia 1919 r. biali znajdowali się w odległości 80 km od Kazania i Samary oraz 100 km od Symbirska, na linii Buzułuk-Czystopol. Zdobycie Czystopola umożliwiło im rozdzielenie dwóch zgrupowań czerwonych (2 i 3 Armii na północy oraz 1, 4 i 5 Armii na południu) na wschodnim froncie klinem o szerokości 150 km. Sztab adm. Kołczaka planował dalsze działania ofensywne, aż do zdobycia Moskwy i obalenia bolszewickiego rządu.
W obliczu zagrożenia bolszewiccy przywódcy zdecydowali, że większość uzupełnień będzie kierowana na Front Wschodni, nie zaś na południe do walki z Kozakami dońskimi i wojskami gen. Denikina, które uznano za mniejsze zagrożenie. Bolszewickie organizacje partyjne oraz zrzeszenia robotników fabrycznych Moskwy i Petersburga skierowały na Front Wschodni od 10 do 20% stanu osobowego. Wzmocniono również zaciąg do wojska niezrzeszonych robotników i chłopów. W rezultacie 1 maja 1919 r. Front Wschodni Armii Czerwonej liczył 143 tys. żołnierzy. Dowodzony przez Siergieja Kamieniewa, podzielony był na Północną Grupę Wojsk dowodzoną przez Wasilija Szorina oraz Południową Grupę Wojsk pod dowództwem Michaiła Frunzego. Front Zachodni Armii Rosyjskiej liczył natomiast ok. 100 tys. żołnierzy w dwóch głównych związkach: Armii Zachodniej gen. Michaiła Chanżyna oraz Armii Syberyjskiej gen. Radoli Gajdy.

## Przebieg kontrofensywy
Kontrofensywa Frontu Wschodniego rozpoczęła się 28 kwietnia od uderzenia na Bugurusłan, które przeprowadzono siłami 5 Armii oraz Armii Turkiestańskiej, dowodzonych odpowiednio przez Michaiła Tuchaczewskiego i Gieorgija Zinowjewa, łącznie liczących 42 tys. żołnierzy, pod ogólnym dowództwem Frunzego, rewolucjonisty, który podczas tej operacji pierwszy raz dowodził regularnymi wojskami. Bugurusłan został zajęty 30 kwietnia. Następnie 25 i 26 dywizje strzeleckie pod dowództwem Awałowa, a następnie Wasilija Czapajewa i Gienricha Eiche przerwały front utrzymywany przez białą Armię Zachodnią i zmusiły gen. Chanżyna do odwrotu do Bugulmy, a następnie dalej na wschód - Bugulma została zajęta przez czerwonych 13 maja. Sukces czerwonych mógł nastąpić jeszcze szybciej, gdyby nie fakt, iż dowodzący 25 dywizją strzelecką Awałow przeszedł na stronę białych i przekazał im dalsze plany Frunzego, który zamierzał całkowicie odciąć awangardę wojsk Chanżyna od reszty jego sił. Dzięki informacjom od Awałowa Chanżyn był w stanie we względnym porządku odejść z wojskami za Ik. W trakcie tych działań nastąpiła zmiana na stanowisku dowódcy Frontu Wschodniego - Siergieja Kamieniewa zastąpił 5 maja Aleksandr Samojło. Kamieniew został zwolniony przez głównodowodzącego Armii Czerwonej Jukumsa Vacietisa za niewykonanie rozkazu i ogólny brak dyscypliny.
Dwa dni później Armia Turkiestańska oraz część sił 1 Armii pod dowództwem Gai Gaja, łącznie 23 tys. żołnierzy, uderzyły na znacznie słabszy liczebnie korpus gen. Władimira Kappela (11 tys. żołnierzy) i rozbiły go. 17 maja zajęty został Belebej, a Armia Zachodnia musiała wycofać się na pozycje obronne na linii Biełej. Ulegała przy tym postępującej dezintegracji. Jej odejście i pościg Grupy Południowej do linii rzeki stworzyło zagrożenie dla Armii Syberyjskiej, która znajdowała się na linii Wiatki. 25 maja 5 Armia (część Grupy Południowej) oraz 2 i 3 Armia (wchodzące w skład Grupy Północnej), dowodzone odpowiednio przez Wasilija Szorina i Siergieja Mieżeninowa, rozpoczęły operację sarapulsko-wotkińską. Po początkowych sukcesach 3 Armia, przed którą postawiono zadanie zdobycia Permu, została skutecznie powstrzymana, a biali wkroczyli 2 czerwca do Głazowa, jednak działająca na południe od niej 2 Armia z powodzeniem kontynuowała działania ofensywne. 2 czerwca zdobyła Sarapuł, zaś 7 czerwca - Iżewsk, stwarzając tym samym zagrożenie dla zgrupowania Armii Syberyjskiej znajdującego się w Głazowie i wymuszając na nim wycofanie się. 13 czerwca 3 Armia odbiła Głazow, a następnie kontynuowała pościg za białymi w kierunku Permu, dokąd Armia Syberyjska dotarła dwa tygodnie później. 29 maja głównodowodzącym Frontu Wschodniego został ponownie Kamieniew, przywrócony na stanowisko na wniosek komisarzy frontu osobiście przez Lenina.
Równocześnie z operacją sarapulsko-wotkińską prowadzona była operacja ufijska. W jej ramach 25 dywizja strzelecka pod dowództwem Wasilija Czapajewa sforsowała Biełą i śmiałym manewrem zajęła 9 czerwca Ufę.

## Rezultaty
Klęski poniesione przez Armię Rosyjską podczas kontrofensywy sprawiły, że do końca czerwca 1919 r. straciła ona wszystkie obszary zdobyte w toku ofensywy wojennej w marcu i kwietniu. Na trwałe straciła ona inicjatywę w wojnie domowej na Uralu i Syberii, została zmuszona do dalszego wycofywania się na wschód. Rada Rewolucyjno-Wojskowa Frontu Wschodniego (Siergiej Gusiew, Michaił Łaszewicz i Konstantin Jurieniow), w przekonaniu, że zdobycie Uralu w bliskiej przyszłości jest możliwe, wystąpiła do dowództwa Armii Czerwonej o zgodę na dalsze działania ofensywne. Komisarz spraw wojskowych i morskich Lew Trocki oraz głównodowodzący Armii Czerwonej Jukums Vacietis byli początkowo przeciwni tym zamiarom, błędnie zakładając, że Kołczak dysponował jeszcze znacznymi rezerwami. Trocki i Vacietis zamierzali umocnić się na linii Biełej i sprowadzić na front wschodni kolejne dodatkowe jednostki z frontu południowego. Na plenum Komitetu Centralnego WKP (b) 15 czerwca i 3 lipca opowiedziano się jednak za realizacją planu zaproponowanego przez dowódców Frontu Wschodniego, stanowczo poparł go Lenin. Czerwoni jeszcze w lipcu przeprowadzili udane operacje złatoustowską, permską oraz jekaterynburską.